# Henry Heath
Henry Heath (ur. około 1599, zm. 17 kwietnia 1643 na Tyburn w Londynie) – angielski franciszkanin, ofiara prześladowań anglikańskich.

## Życiorys
Urodził się w rodzinie protestanckiej. Od 1618 studiował w Corpus Christi College w Cambridge. 9 października 1622 został pastorem protestanckim. Po przestudiowaniu pism Roberta Bellarmina postanowił przejść na katolicyzm. Porzucił naukę w Cambridge i w 1623 został przyjęty w Londynie do Kościoła katolickiego przez księdza George'a Muscotta. W 1624 wstąpił do zakonu franciszkanów i śluby zakonne przyjął we francuskim Douai. W 1643 popłynął do Anglii i prawie natychmiast aresztowano go w Londynie (w jego nakryciu głowy znaleziono obciążające go, według anglikanów, dokumenty). Podczas procesu (sądzono go w Newgate i w Londynie)  oświadczył, że przybył do Anglii celem wyrwania duszy z herezji. Skazano go 11 kwietnia 1643. Podziękował sędziom za dostąpienie honoru śmierci za Chrystusa. Umarł z modlitwą za nawrócenie Anglii na ustach. Powieszono go na Tyburn 17 kwietnia 1643, a ciało poćwiartowano po śmierci.